# Arthur Virgílio Neto
Arthur Virgílio do Carmo Ribeiro Neto (Manaos, 15 de noviembre del 1945) es un político y abogado brasileño, miembro-fundador del Partido de la Social Democracia Brasileña. Ha sido elegido por dos ocasiones como diputado federal (en 1982 y en 1986) y también fue elegido alcalde de su ciudad natal en 1988 y en 2012. También ha sido senador y ministro de estado en el Gabinete del Presidente Fernando Henrique Cardoso.
Se presentó a las elecciones a la gobernadoría del estado de Amazonas, quedando en tercer lugar con el 5,51% de los votos válidos. Comandaba una coalición entre el PSDB y el Partido Popular Socialista como líder de la oposición del gobierno del presidente brasileño Luiz Inácio Lula da Silva. Hoy en día es actualmente alcalde de la ciudad de Manaos.